# Província de Pèrnik
La província de Pèrnik (en búlgar: Oбласт Перник) és una província a l'oest de Bulgària, fronterera amb Sèrbia. La principal ciutat és Pèrnik, mentre que alters ciutats més petites són Ràdomir, Brèznik, Tran, Batanovtsi i Zemen.
La indústria és de vital importància per a l'economia de la província. Pèrnik és el principal centre manufacturer, i té al territori el principal complex siderúrgic del país, l'Stomana; la indústria pesant (mineria i equipament industrial); materials de construcció i els tèxtils comencen a ser-hi importants. Hi ha una gran planta de maquinària industrial a Ràdomir que construeix excavadores i equipament industrial, però actualment no treballa en total de la seva capacitat.